# Verdenal
Verdenal est une commune française située dans le département de Meurthe-et-Moselle en région Grand Est.

## Géographie

### Localisation
Verdenal est un village situé entre deux coteaux, à 3 kilomètres au sud-ouest de Blâmont. Sur le territoire de Verdenal, à 1 kilomètre à l'ouest de village, se trouvent le hameau de Grandseille et son château. Quand on atteint Verdenal, on venant de Grandseille, on traverse le bois de Domèvre et, à l'orée de ce bois, on découvre un panorama des plus étendus, qui charme le regard.
La commune est située à 16 km de Baccarat, à 20 km de Raon-l'Étape, à 22 km de Lunéville et à 62 km au sud-est de Nancy.

### Communes limitrophes
|                    | Autrepierre         | Repaix  |
| Chazelles-sur-Albe | Verdenal            | Blâmont |
|                    | Domèvre-sur-Vezouze |         |

### Hydrographie
La commune est dans le bassin versant du Rhin au sein du bassin Rhin-Meuse. Elle est drainée par la Vezouze, le ruisseau d'Albe. et le ruisseau le Danube,.
La Vezouze forme la limite méridionale de Verdenal. D'une longueur de 75 km, prend sa source dans la commune de Saint-Sauveur et se jette  dans la Meurthe à Rehainviller, après avoir traversé 24 communes. Les caractéristiques hydrologiques de la Vezouze sont données par la station hydrologique située sur la commune de Blâmont. Le débit moyen mensuel est de 1,55 m3/s. Le débit moyen journalier maximum est de 24,6 m3/s, atteint lors de la crue du 4 octobre 2006. Le débit instantané maximal est quant à lui de 56,9 m3/s, atteint le 13 janvier 2004.

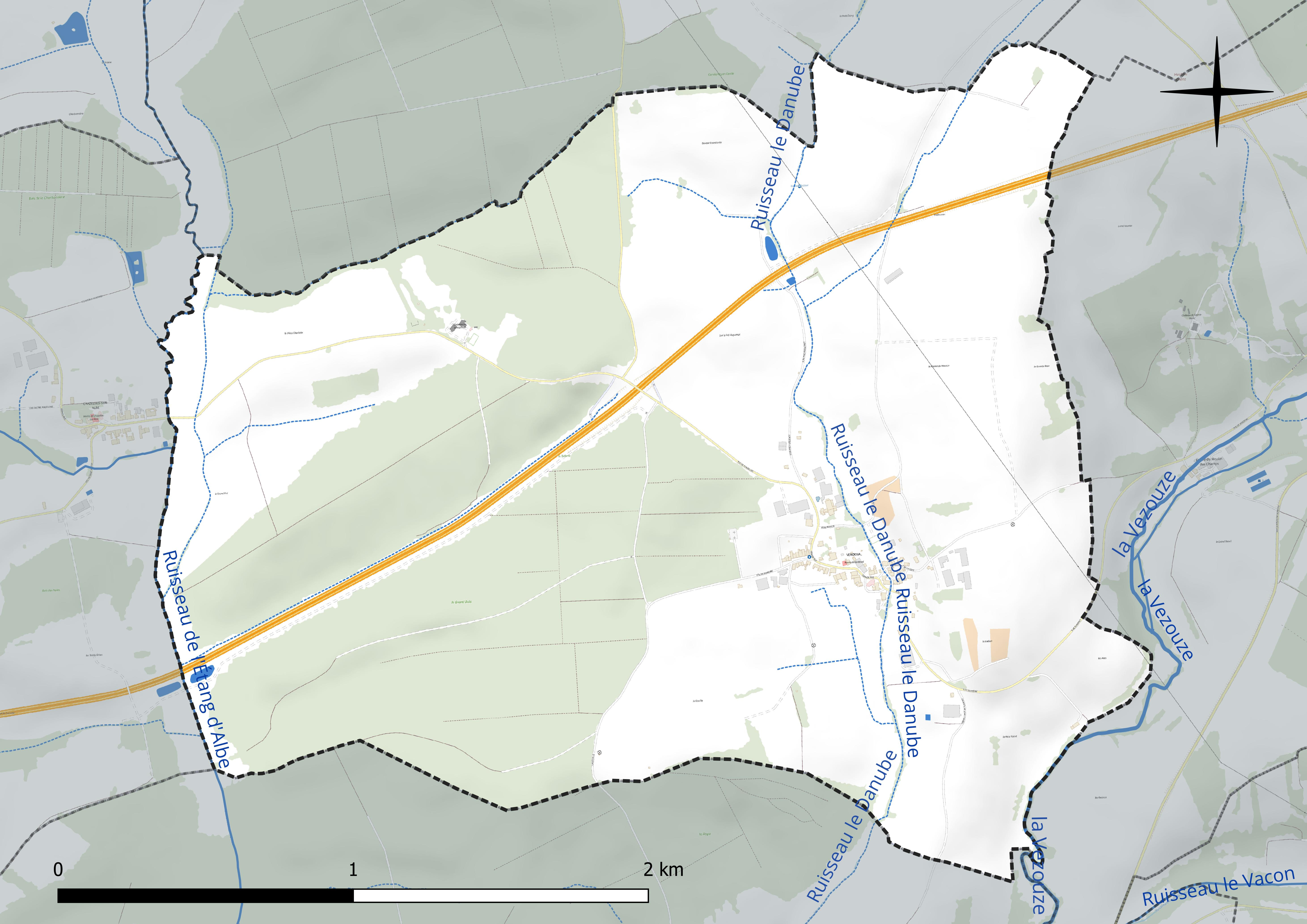
Réseau hydrographique de Verdenal.

### Climat
Pour des articles plus généraux, voir Climat du Grand Est et Climat de Meurthe-et-Moselle.
En 2010, le climat de la commune est de type climat des marges montargnardes, selon une étude du Centre national de la recherche scientifique s'appuyant sur une série de données couvrant la période 1971-2000. En 2020, Météo-France publie une typologie des climats de la France métropolitaine dans laquelle la commune est exposée à un climat semi-continental et est dans la région climatique  Vosges, caractérisée par une pluviométrie très élevée (1 500 à 2 000 mm/an) en toutes saisons et un hiver rude (moins de 1 °C). 
Pour la période 1971-2000, la température annuelle moyenne est de 9,6 °C, avec une amplitude thermique annuelle de 16,9 °C. Le cumul annuel moyen de précipitations est de 980 mm, avec 12,6 jours de précipitations en janvier et 10,1 jours en juillet. Pour la période 1991-2020, la température moyenne annuelle observée sur la station météorologique de Météo-France la plus proche, « St Maurice », sur la commune de Saint-Maurice-aux-Forges à 9 km à vol d'oiseau, est de 10,5 °C et le cumul annuel moyen de précipitations est de 837,4 mm. 
La température maximale relevée sur cette station est de 39,2 °C, atteinte le 25 juillet 2019 ; la température minimale est de −19,9 °C, atteinte le 1er mars 2005,,. 
Les paramètres climatiques de la commune ont été estimés pour le milieu du siècle (2041-2070) selon différents scénarios d'émission de gaz à effet de serre à partir des nouvelles projections climatiques de référence DRIAS-2020. Ils sont consultables sur un site dédié publié par Météo-France en novembre 2022.

## Urbanisme

### Typologie
Au 1er janvier 2024, Verdenal est catégorisée commune rurale à habitat dispersé, selon la nouvelle grille communale de densité à sept niveaux définie par l'Insee en 2022.
Elle est située hors unité urbaine et hors attraction des villes,.

### Occupation des sols
L'occupation des sols de la commune, telle qu'elle ressort de la base de données européenne d’occupation biophysique des sols Corine Land Cover (CLC), est marquée par l'importance des territoires agricoles (55,6 % en 2018), en diminution par rapport à 1990 (58,8 %). La répartition détaillée en 2018 est la suivante :
forêts (32,9 %), terres arables (30,7 %), prairies (24,9 %), zones industrielles ou commerciales et réseaux de communication (7,1 %), zones urbanisées (4,4 %). L'évolution de l’occupation des sols de la commune et de ses infrastructures peut être observée sur les différentes représentations cartographiques du territoire : la carte de Cassini (XVIIIe siècle), la carte d'état-major (1820-1866) et les cartes ou photos aériennes de l'IGN pour la période actuelle (1950 à aujourd'hui).

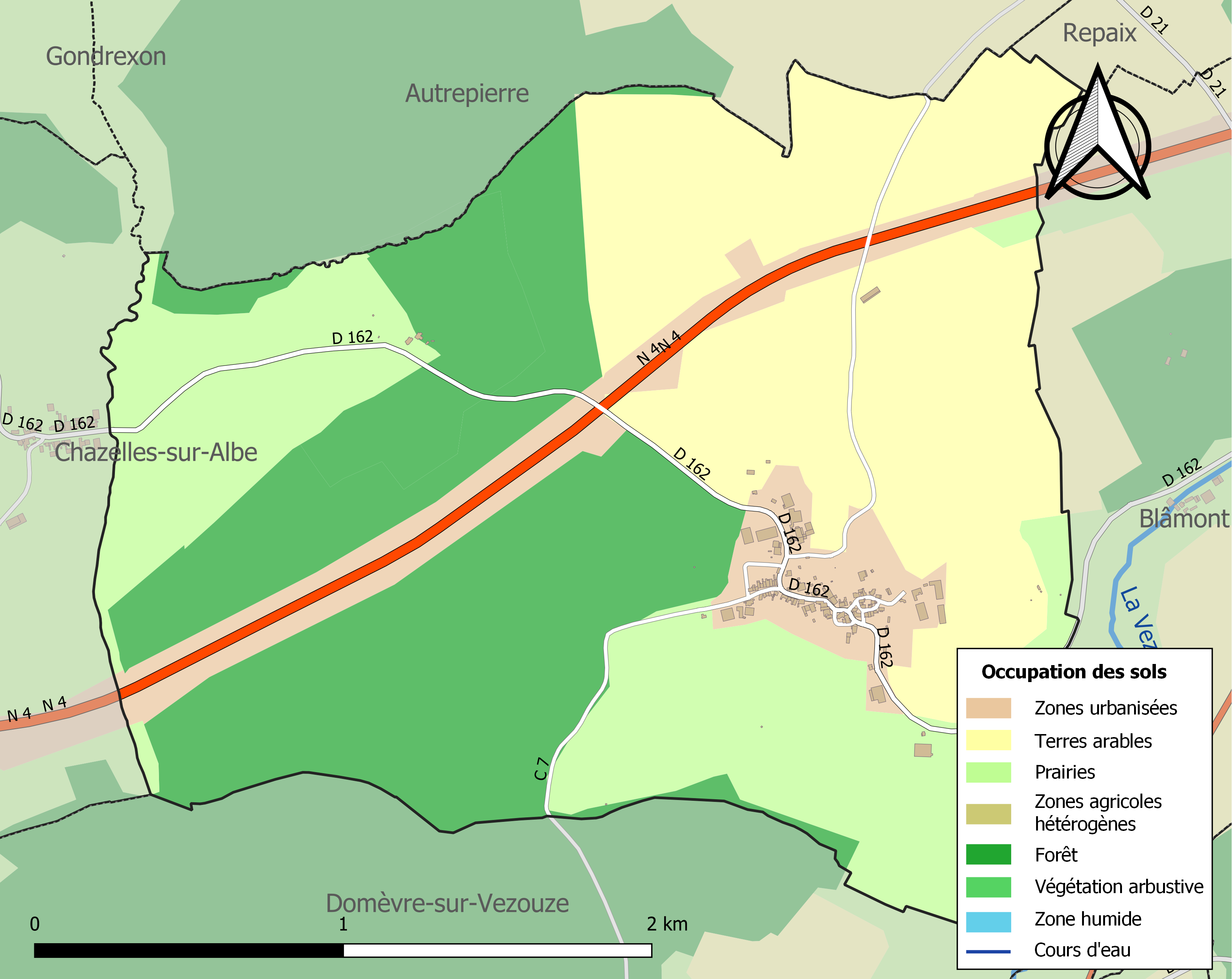
Carte des infrastructures et de l'occupation des sols de la commune en 2018 (CLC).

## Toponymie
Le nom de la localité est attesté sous les formes Vardenois en 1318 ; Verdenois en 1350 ; Verdenay en 1476 ; Wardenay en 1506 ; Wardegnay en 1534 ; Wardenoy en 1536 ; Wairdegnay en 1541 ; Wardennay en 1546 ; Vardenay en 1555 ; Vardena en 1571 ; Vardenault en 1572 et Vardenal en 1594 pour le dénombrement de la Lorraine. Le fief de Verdenal relevait du comté de Blâmont.

## Histoire
En 1392, Jean, comte de Blâmont, laisse aux doyen et chapitre de Saint-Dié le village de Verdenal qu'il tient d'Henri comte de Blâmont son frère. Les “vénérables doyen et chapitre de Sainct Diey sont seigneurs haults justiciers... ils y ont maire, eschevin, sergent et banvards... ”.
En 1634, dans les comptes du domaine de Blâmont, il est dit que quoique Verdenal soit du district de Lunéville et non du comté de Blâmont, les habitants doivent venir en armes toutes les fois que l'on fait justice audit Blâmont. Le village est à peu près entièrement dépeuplé par la guerre du XVIIe siècle : en 1645, il n'y a plus qu'un seul habitant avec le maire et en 1713, on compte seulement 77 “communiants”.

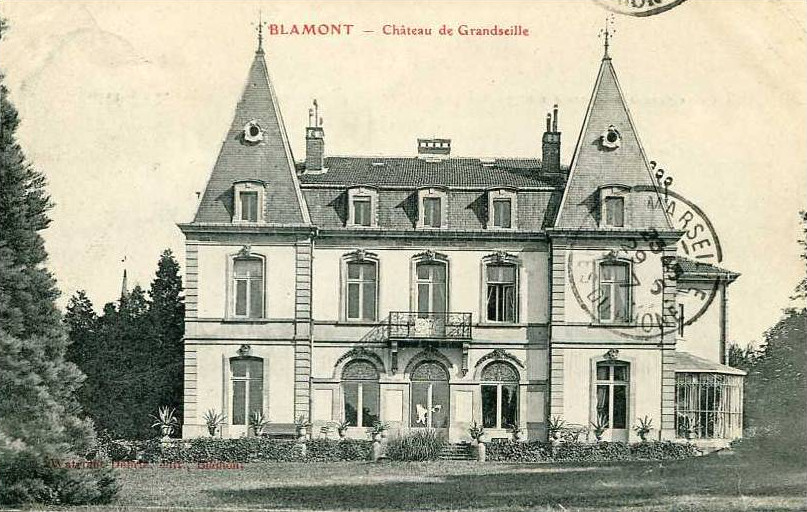
Château de Grandseille avant 1914.

Le hameau de Grandseille et son château sont le siège d'un marquisat érigé en 1722 en faveur de Rémy du Châtelet, seigneur de Cirey-sur-Vezouze.
Après sa dépendance à l'archiprêtré de Marsal, Verdenal est érigé en surccursale en 1802 avec Chazelles pour annexe.
Ce n'est que très tardivement, avec beaucoup de lenteur et de retard, qu'un chemin de fer métrique atteint Verdenal par la compagnie du LBB (ligne de Lunéville à Blâmont et à Badonviller). La gare est inaugurée rapidement le 13 août 1911 par le ministre Albert Lebrun. La station, devenue habitation au XXIe siècle, est située à 800 m du centre du village. Le trafic de la ligne fonctionnera jusqu'en 1942.
Pendant la Première Guerre mondiale en 1914-1918, le village est compris dans la zone rouge et presque détruit en totalité. Malgré sa reconstruction, beaucoup de ses anciens habitants n'y sont pas revenus.

## Politique et administration
| Période                                  | Période  | Identité        | Étiquette | Qualité           |
| ---------------------------------------- | -------- | --------------- | --------- | ----------------- |
| Les données manquantes sont à compléter. |          |                 |           |                   |
| mars 2001                                | mai 2020 | Francis Pierron |           |                   |
| mai 2020                                 | En cours | Laurent Nitting |           | Agent de maîtrise |

## Population et société

### Démographie
L'évolution du nombre d'habitants est connue à travers les recensements de la population effectués dans la commune depuis 1793. Pour les communes de moins de 10 000 habitants, une enquête de recensement portant sur toute la population est réalisée tous les cinq ans, les populations de référence des années intermédiaires étant quant à elles estimées par interpolation ou extrapolation. Pour la commune, le premier recensement exhaustif entrant dans le cadre du nouveau dispositif a été réalisé en 2006.

En 2022, la commune comptait 124 habitants, en évolution de −20 % par rapport à 2016 (Meurthe-et-Moselle : −0,13 %, France hors Mayotte : +2,11 %).
| 1793 | 1800 | 1806 | 1821 | 1831 | 1836 | 1841 | 1846 | 1851 |
| ---- | ---- | ---- | ---- | ---- | ---- | ---- | ---- | ---- |
| 248  | 221  | 354  | 323  | 330  | 374  | 355  | 371  | 375  |

| 1856 | 1861 | 1872 | 1876 | 1881 | 1886 | 1891 | 1896 | 1901 |
| ---- | ---- | ---- | ---- | ---- | ---- | ---- | ---- | ---- |
| 353  | 329  | 346  | 341  | 314  | 311  | 315  | 296  | 272  |

| 1906 | 1911 | 1921 | 1926 | 1931 | 1936 | 1946 | 1954 | 1962 |
| ---- | ---- | ---- | ---- | ---- | ---- | ---- | ---- | ---- |
| 242  | 233  | 161  | 152  | 159  | 125  | 132  | 140  | 130  |

| 1968 | 1975 | 1982 | 1990 | 1999 | 2006 | 2011 | 2016 | 2021 |
| ---- | ---- | ---- | ---- | ---- | ---- | ---- | ---- | ---- |
| 132  | 125  | 131  | 109  | 120  | 140  | 152  | 155  | 136  |

| 2022 | - | - | - | - | - | - | - | - |
| ---- | - | - | - | - | - | - | - | - |
| 124  | - | - | - | - | - | - | - | - |

## Économie
Autrefois l'activité principale de Verdenal était l'agriculture. Il reste toujours de nombreuses exploitations agricoles.
D'après la monographie communale de 1888, les prairies naturelles donnent du fourrage de qualité sur 72 ha mais au moins 15 ha mériteraient d'être assainis par un drainage et les prairies artificielles donnent sur 35 ha du trèfle, du sainfoin et de la luzerne.
En 2021, Verdenal compte une vingtaine d'entreprises essentiellement dans la culture de céréales, l'élevage et la production animale, la sylviculture, l'exploitation forestière, la fabrication artisanale, l'activité immobilière et divers travaux et services,.

## Culture locale et patrimoine

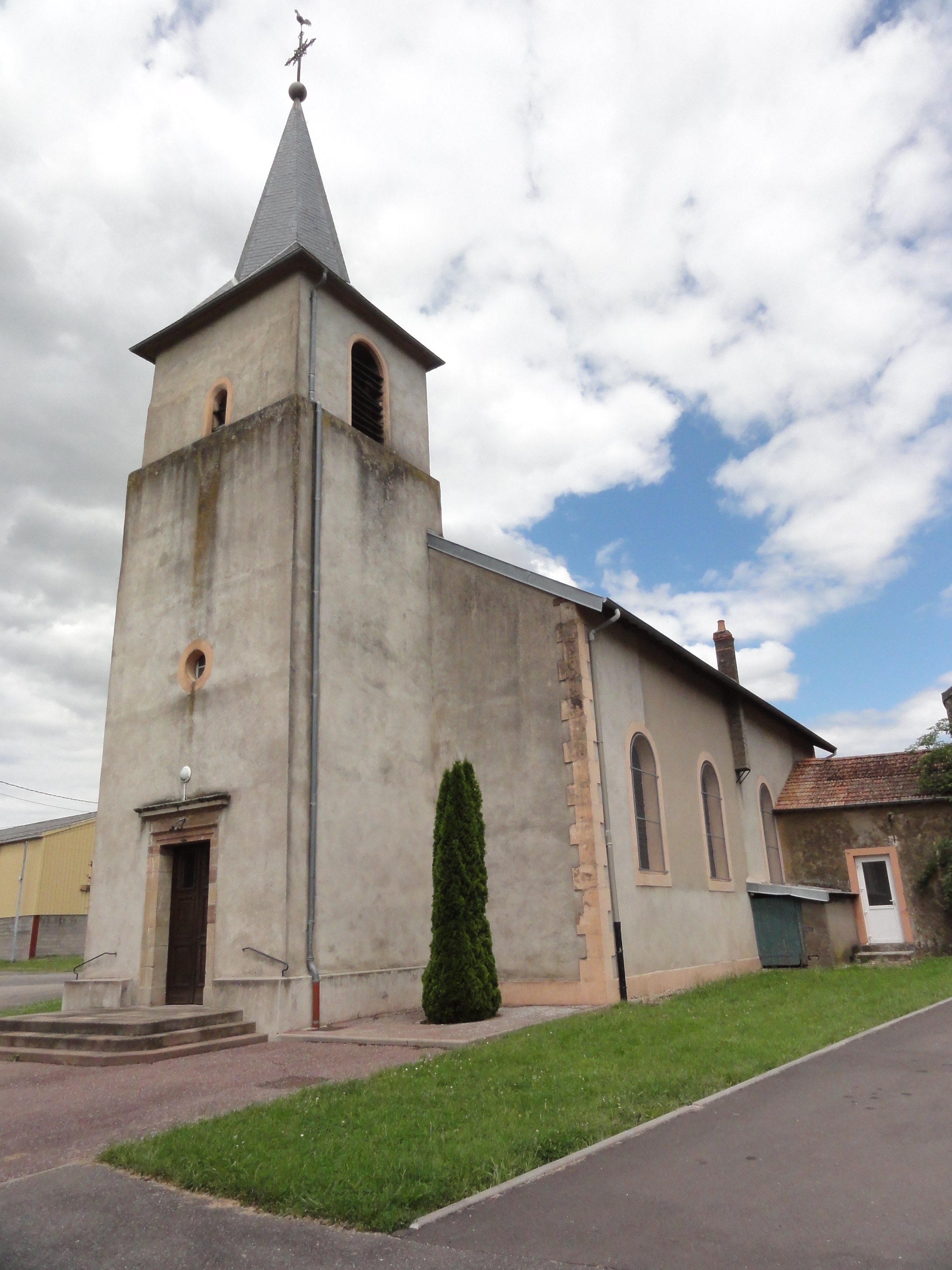
L'église Saint-Étienne.

### Lieux et monuments
- Château de Grandseille du XVIIIe siècle, reconstruit au XXe siècle après les dégâts qu'il a subi au cours de la Première Guerre mondiale. Sa construction rectangulaire en style XVIIIe est prolongée par deux tours carrées. Dans l'enceinte du château se trouve une chapelle gothique[31]. Le château est la propriété de la famille Mathis de Grandseille.
- Église XIXe, dédiée à saint Étienne, construite en 1833 et restaurée après 1918.

### Personnalités liées à la commune
- Le comte Georges Thellier de Poncheville (1877-1915), écrivain dramaturge[32], épouse à Verdenal en 1904 Élisabeth Mathis de Grandseille. Sous-lieutenant au 246e Régiment d'infanterie, cité à l'ordre de l'armée avant d'être tué le 18 juin 1915 près de Souchez lors d'une mission périlleuse[33].

### La commune dans les arts
- « L'aveu, Histoire lorraine », roman autobiographique de Georges Th. de Poncheville dédié à Mademoiselle S. de G..., publié dans la Revue illustrée du 25 octobre 1909[34].

### Héraldique
| Blason de Verdenal | Blason  | D'or à la fasce d'azur chargée de trois étoiles d'or, accompagnée en chef d'une fleur de lys de gueules et d'un arbre arraché de sinople ; et en pointe d'une marmotte de sable et d'une fleur de lys de gueules. |
| Blason de Verdenal | Détails | L’aspect général du blason, le champ, la fasce et l’arbre, évoquent la famille de Grandseille, seigneur du lieu au XIXe siècle. Les deux fleurs de lys disposées en bande rappellent que Verdenal a été érigé en marquisat pour René François du Châtelet (les émaux sont inversés). La fille du marquis, mariée à Philippe du Marmier succéda à son père, d’où la marmotte du blason des De Marmier. La fasce d’azur peut également représenter le Danube bleu qui coupe en deux Verdenal. Le statut officiel du blason reste à déterminer. |